# میسکی (سرزمین آلتای)
میسکی (به لاتین: Myski) یک منطقهٔ مسکونی در روسیه است که در سرزمین آلتای واقع شده‌است.